# HD23408
HD23408 — хімічно пекулярна зоря спектрального класу B7, що має видиму зоряну величину в смузі V приблизно  3,9.
Вона знаходиться у сузір'ї Телця й  розташована на відстані близько 360,0 світлових років від Сонця.

## Фізичні характеристики
Зоря HD23408 обертається порівняно повільно навколо своєї осі. Проєкція її екваторіальної швидкості на промінь зору становить Vsin(i)= 33км/сек.

## Пекулярний хімічний вміст
HD23408 належить до Хімічно пекулярних зір з пониженим вмістом гелію й в її зоряній атмосфері спостерігається нестача He у порівнянні з його вмістом в атмосфері Сонця.

## Магнітне поле
Спектр даної зорі вказує на наявність магнітного поля у її зоряній атмосфері. Напруженість повздовжної компоненти поля оціненої з аналізу становить 410,0± 120,0 Гаус.